# FMK Thumb-Up Chameleon
『FMK Thumb-Up Chameleon』（えふえむけい さむあっぷ かめれおん）は、エフエム熊本（FMK）で2007年4月6日から2010年3月26日まで、毎週金曜12:00 - 14:35に放送していた金曜午後のワイド番組である。

## パーソナリティ
- Masayan(当時、現・まさやん)
- 山下扶美

## タイムテーブル
- 12:00　オープニング
- 12:15頃　アーティストコメント
- 12:30〜 NTT西日本ミュージックシャワートーク
  - 前半は、『NTTインフォメーション』と熊本県内の専門学校に通う生徒さんに、電話で話を伺う『How Are You Doing』
  - 後半は、インターネットを利用して、地元ネタを中心にトピックスで紹介する『クリック de 地ネタ』
- 12:46　タワーウェーブ（タワーレコード熊本店（2011年8月21日をもって閉店）の店長おすすめの曲を紹介するコーナー）
- 13:00　エラシコ・ロアッソ（ロアッソ熊本応援コーナー）
- 13:10　Human Nature（様々なジャンルで活躍している方を毎週ゲストに迎え、“人間の本質=Human Nature”に迫る、インタビューコーナー。）
- 14:00〜 ウェザー・カメレオン
  - 季節を感じさせるような楽曲をBGMにした天気予報
- 14:09　ギリギリ境界線（毎週あるテーマについてリスナーの皆さんの”境界線”はどこなのか?を教えてもらうコーナー）
- 14:25　TOHOシアターズ・インフォメーション
- 14:35　番組終了